# Epidesma gnomoides
Epidesma gnomoides är en fjärilsart som beskrevs av William Schaus 1910. Epidesma gnomoides ingår i släktet Epidesma och familjen björnspinnare. Inga underarter finns listade i Catalogue of Life.